# Ageleradix
Ageleradix är ett släkte av spindlar. Ageleradix ingår i familjen trattspindlar.
Kladogram enligt Catalogue of Life:
| Ageleradix | \| \| Ageleradix cymbiforma \| \| \| \| \| \| Ageleradix sichuanensis \| \| \| \| |
|            | \| \| Ageleradix cymbiforma \| \| \| \| \| \| Ageleradix sichuanensis \| \| \| \| |
|            | Ageleradix cymbiforma                                                             |
|            |                                                                                   |
|            | Ageleradix sichuanensis                                                           |
|            |                                                                                   |